# Сухорадо, Валерий Васильевич
Валерий Васильевич Сухорадо — советский хозяйственный, государственный и политический деятель.

## Биография
Родился в 1941 году в Москве. Член КПСС.
Окончил МАТИ и МГИК.
Организатор Студенческого театра эстрадных миниатюр и игр Клуба веселых и находчивых.
До 1967 — инженер-конструктор предприятия в составе МКБ «Факел».
В 1967—1976 — секретарь Химкинского горкома ВЛКСМ, секретарь, первый секретарь Московского обкома ВЛКСМ.
В 1976—1982 — заведующий отделом культуры ЦК ВЛКСМ.
В 1982—2002 — генеральный директор звукозаписывающей фирмы «Мелодия».
Делегат XXV съезда КПСС.
Умер в 2002 году в Апрелевке. Похоронен в Москве, на Ваганьковском кладбище, участок 24
Жена Сухорадо Татьяна Валентиновна (1945–2005) 

## Награды
- Орден Трудового Красного Знамени
- Орден Дружбы народов